# بابنسهام
بابنسهام (به آلمانی: Babensham) یک شهر در آلمان است که در بایرن واقع شده‌است.

## خصوصیات
بابنسهام ۵۴٫۳۳ کیلومترمربع مساحت دارد ۴۸۸ متر بالاتر از سطح دریا واقع شده‌است.